# فهرست مسیحیان سابق
فهرست زیر شامل افرادی است که در برهه‌ای از زندگی مسیحی بوده، و مسیحیت را ترک کرده‌اند، و به ادیان دیگر گرویده یا جهان‌بینی بی‌دین را برگزیده‌اند.
نامداران
- بریژیت بیسلیه، شیمیدان فرانسوی که بیشتر برای ارتباطش با کلونید شناخته شده، گرویده به رائلیان.
- الن برستین، بازیگر زن آمریکایی، گرویده به یک نوع معنوی تصوف جهانشمول در دهه ۱۹۷۰.
- تام کروز، بازیگر مرد آمریکایی و طرفدار معروف ساینتولوژی.
- جنا الفمن، بازیگر زن آمریکایی
- کیتی پری، خواننده، ترانه‌سرا و بازیگر زن آمریکایی
- چارلز شولتس، نویسنده کمیک آمریکایی
- جان تراولتا، بازیگر مرد آمریکایی
- بارت کامپولو، انسان‌گرا و نویسنده آمریکایی
- نویل وادیا، نیکوکار و تاجر انگلیسی-هندی